# Systém fotbalových soutěží v Česku
Systém fotbalových soutěží v Česku určuje rozdělení soutěží mužských fotbalových klubů do několika úrovní. Na nejvyšší úrovni jsou celostátní profesionální soutěže (1. liga a 2. liga), následují zemské (Čechy, resp. Morava a Slezsko), pak krajské a na nejnižší úrovni jsou soutěže organizované okresními fotbalovými svazy.
Mezi jednotlivými úrovněmi neexistují žádné bariéry s výjimkou otevřeného licenčního řízení pro účast v 1. a 2. lize. Proto každý klub může vystoupat z nejnižší úrovně až do nejvyšší (samozřejmě i naopak).
V sezóně 2022/23 se v ČR koná 320 skupin všech úrovní fotbalových soutěží, kterých se účastní celkem 4071 mužstev: 
- 11 skupin lig a divize (178 účastníků),
- 76 krajských soutěží (1108 účastníků)
- 233 okresních soutěží (2785 účastníků).

Oproti roku 2020/21 to znamená celkový úbytek o 9 skupin.
|     | Soutěže řízené Ligovou fotbalovou asociací (profesionální)              | Soutěže řízené Ligovou fotbalovou asociací (profesionální) | Soutěže řízené Ligovou fotbalovou asociací (profesionální) | Soutěže řízené Ligovou fotbalovou asociací (profesionální) | Soutěže řízené Ligovou fotbalovou asociací (profesionální) | Soutěže řízené Ligovou fotbalovou asociací (profesionální) |
| --- | ----------------------------------------------------------------------- | ---------------------------------------------------------- | ---------------------------------------------------------- | ---------------------------------------------------------- | ---------------------------------------------------------- | ---------------------------------------------------------- |
| 1.  | Chance liga                                                             | Chance liga                                                | Chance liga                                                | Chance liga                                                | Chance liga                                                | Chance liga                                                |
| 2.  | Chance národní liga                                                     | Chance národní liga                                        | Chance národní liga                                        | Chance národní liga                                        | Chance národní liga                                        | Chance národní liga                                        |
|     | Soutěže řízené Řídicí komisí pro Čechy                                  | Soutěže řízené Řídicí komisí pro Čechy                     | Soutěže řízené Řídicí komisí pro Čechy                     | Soutěže řízené Řídicí komisí pro Moravu                    | Soutěže řízené Řídicí komisí pro Moravu                    | Soutěže řízené Řídicí komisí pro Moravu                    |
| 3.  | Česká fotbalová liga                                                    | Česká fotbalová liga                                       | Česká fotbalová liga                                       | Moravskoslezská fotbalová liga                             | Moravskoslezská fotbalová liga                             | Moravskoslezská fotbalová liga                             |
| 4.  | Divize A                                                                | Divize B                                                   | Divize C                                                   | Divize D                                                   | Divize E                                                   | Divize F                                                   |
|     | Soutěže řízené krajskými fotbalovými svazy a Pražským fotbalovým svazem |                                                            |                                                            |                                                            |                                                            |                                                            |
| 5.  | Krajské přebory a Pražský přebor                                        | Krajské přebory a Pražský přebor                           | Krajské přebory a Pražský přebor                           | Krajské přebory a Pražský přebor                           | Krajské přebory a Pražský přebor                           | Krajské přebory a Pražský přebor                           |
| 6.  | I. A třídy                                                              | I. A třídy                                                 | I. A třídy                                                 | I. A třídy                                                 | I. A třídy                                                 | I. A třídy                                                 |
| 7.  | I. B třídy                                                              | I. B třídy                                                 | I. B třídy                                                 | I. B třídy                                                 | I. B třídy                                                 | I. B třídy                                                 |
|     | Soutěže řízené okresními fotbalovými svazy a Pražským fotbalovým svazem |                                                            |                                                            |                                                            |                                                            |                                                            |
| 8.  | II. třídy (okresní přebory) a Pražská II. třída                         | II. třídy (okresní přebory) a Pražská II. třída            | II. třídy (okresní přebory) a Pražská II. třída            | II. třídy (okresní přebory) a Pražská II. třída            | II. třídy (okresní přebory) a Pražská II. třída            | II. třídy (okresní přebory) a Pražská II. třída            |
| 9.  | III. třídy (okresní soutěže) (v některých okresech)                     | III. třídy (okresní soutěže) (v některých okresech)        | III. třídy (okresní soutěže) (v některých okresech)        | III. třídy (okresní soutěže) (v některých okresech)        | III. třídy (okresní soutěže) (v některých okresech)        | III. třídy (okresní soutěže) (v některých okresech)        |
| 10. | IV. třídy (v některých okresech)                                        | IV. třídy (v některých okresech)                           | IV. třídy (v některých okresech)                           | IV. třídy (v některých okresech)                           | IV. třídy (v některých okresech)                           | IV. třídy (v některých okresech)                           |

## 1. stupeň pyramidy
Nejvyšší fotbalová soutěž v Česku je od sezóny 2024/2025 nazývaná Chance Liga (v minulosti nazývaná FORTUNA:LIGA, Gambrinus liga, Synot liga, ePojisteni.cz liga či HET liga). Hraje se od ročníku 1993/94, kterého se zúčastnilo 10 mužstev hrajících v posledním ročníku československé ligy a 6 nejlepších z posledního ročníku bývalé Českomoravské fotbalové ligy.
1. liga je pořádána Ligovou fotbalovou asociací (LFA). Hraje se každý rok od léta do jara se zimní přestávkou. Účastní se jí 16 celků (v sezóně 2020/21 výjimečně 18), které nejprve sehrají základní část soutěže, kde každý s každým hraje jednou na domácím hřišti a jednou na hřišti soupeře. Celkem se tedy v základní části hraje 30 kol, dohromady obsahujících 240 zápasů. Následně jsou účastníci rozděleni do 3 skupin podle jejich umístění po základní části (tato část v sezóně 2020/21 odpadá). Body ze základní části týmům zůstávají. 
Skupina o záchranu zahrnuje týmy umístěné na 11. až 16. místě po základní části, kde každý s každým bude hrát jednou. Po dohrání této skupiny o záchranu tým umístěný na 16. místě (tj. posledním místě) přímo sestupuje do 2. ligy (od roku 2013 nazývané Fotbalová národní liga). Tým na 15. místě vyzve v baráži hrané systémem doma - venku 2. tým z 2. ligy, tým na 14. místě obdobně 3. tým z 2. ligy. Skupinu o účast v Evropské lize UEFA hrají týmy umístěné na 7. až 10. místě po základní části. Sedmý tým vyzve desátý tým systémem doma - venku, obdobně osmý tým vyzve tým devátý. Vítězové těchto duelů se pak utkají mezi sebou systémem doma - venku. Vítěz této skupiny následně systémem doma - venku vyzve tým umístěný na nejhorším místě zajišťující účast v kvalifikaci Evropské ligy UEFA. Vítěz tohoto souboje se pak zúčastní dané kvalifikace. Skupina o titul zahrnuje týmy umístěné na 1. až 6. místě po základní části, kde každý s každým hraje jeden zápas. Nejhůře umístěný tým na místě zajišťujícím místo v kvalifikaci Evropské ligy UEFA ještě o tuto pozici sehraje systémem doma - venku souboj s vítězem druhé skupiny o účast v Evropské lize UEFA. Mistrem 1. ligy se stane nejvýše umístěný tým po dohrání skupiny o titul.
Mistrovský titul získává mužstvo s nejvyšším počtem bodů v tabulce, v případě rovnosti bodů jsou dalšími kritérii lepší vzájemné zápasy, celkové skóre a vyšší počet nastřílených branek.
Postup do vyšší úrovně: Nelze.
Sestup do nižší úrovně: 16. tým daného ročníku 1. české fotbalové ligy sestoupí přímo do 2. české fotbalové ligy, 15. tým daného ročníku 1. ligy hraje baráž s 2. týmem daného ročníku 2. ligy na hřišti soupeře a sestoupí v případě prohry v baráži, 14. tým daného ročníku 1. ligy hraje baráž na domácím hřišti s 3. týmem daného ročníku 2. ligy a sestoupí v případě prohry v baráži.
Postupující z nižší úrovně: 1. tým daného ročníku 2. české fotbalové ligy postoupí přímo do 1. české fotbalové ligy, 2. a 3. tým 2. ligy postoupí v případě výhry ve výše popsané baráži.
Sestupující z vyšší úrovně: Není.

## 2. stupeň pyramidy
Fotbalová národní liga (sponzorským názvem FORTUNA:NÁRODNÍ LIGA), zkráceně FNL nebo FN liga, dříve známá jako 2. liga, je od sezóny 1993/94 druhou nejvyšší fotbalovou soutěží v Česku. Je pořádána Ligovou fotbalovou asociací. Hraje se každý rok od léta do jara se zimní přestávkou. Účastní se jí 16 týmů (v sezóně 2020/21 se hraje výjimečně s 14 účastníky), každý s každým hraje jednou na domácím hřišti a jednou na hřišti soupeře. Celkem se tedy hraje 30 kol, dohromady 240 zápasů. Do nejvyšší soutěže vždy postupuje nejlepší klub. Druhý nejlepší klub hraje doma baráž o postup resp. o udržení s 15. týmem v dané sezóně 1. ligy, třetí nejlepší hraje baráž na hřišti 14. mužstva 1. ligy. Naopak do 2. ligy přímo sestupuje poslední celek první ligy, 14. a 15. sestupují v případě porážky ve výše popsané baráži. Z 2. ligy vždy sestupují poslední dva týmy do ČFL nebo MSFL podle toho, do které historické země klub náleží.
Postup do vyšší úrovně: Do nejvyšší soutěže vždy postupuje nejlepší klub. Druhý v konečném pořadí hraje doma baráž o postup s 15. týmem 1. ligy v dané sezóně, třetí nejlepší hraje baráž na hřišti 14. mužstva 1. ligy.
Sestup do nižší úrovně: 15. a 16. tým daného ročníku 2. české fotbalové ligy sestoupí dle své regionální příslušnosti do České fotbalové ligy nebo do Moravskoslezské fotbalové ligy.
Postupující z nižší úrovně: vítěz daného ročníku České fotbalové ligy a vítěz daného ročníku Moravskoslezské fotbalové ligy.
Sestupující z vyšší úrovně: 16. tým daného ročníku 1. české fotbalové ligy sestoupí přímo do 2. české fotbalové ligy, 15. tým daného ročníku 1. ligy hraje baráž s 2. týmem daného ročníku 2. ligy a sestoupí v případě prohry v baráži, 14. tým daného ročníku 1. ligy hraje baráž s 3. týmem daného ročníku 2. ligy a sestoupí v případě prohry v baráži.

## 3. stupeň pyramidy
Nejvyšší stupeň neprofesionálního fotbalu (amatérské a poloprofesionální kluby) má celkem 3 skupiny o 50 mužstvech.
Česká fotbalová liga (ČFL) je od sezóny 1993/94 společně s Moravskoslezskou fotbalovou ligou (MSFL) třetí nejvyšší fotbalovou soutěží v Česku (obě existují od sezony 1991/92). Od této úrovně dolů jsou všechny soutěže rozděleny do územních skupin a počty sestupujících nejsou zcela pevně dané, záleží na počtu sestupujících klubů z vyšší soutěže, které patří do daného regionu.

### Česká fotbalová liga
Česká fotbalová liga je řízena Řídicí komisí pro Čechy. Hraje se každý rok od léta do jara se zimní přestávkou. Účastní se jí 32 týmů rozdělených do 2 herních skupin (ČFL skupina A, ČFL skupina B), kdy každý s každým v rámci herní skupiny hraje jednou na domácím hřišti a jednou na hřišti soupeře. Celkem se tedy hraje 15 kol a celkem se odehraje 480 zápasů. Vítězem herní skupiny se stává mužstvo s nejvyšším počtem bodů v tabulce v rámci dané herní skupiny, které se utká o postup do 2. ligy s vítězem druhé herní skupiny. Poslední dvě až čtyři mužstva sestupují do příslušné divize. Počet sestupujících je součtem čísla 2 a počtu sestupujících klubů z Čech z 2. ligy.
Postup do vyšší úrovně:  vítěz utkání mezi prvními mužstvy konečného pořadí skupin A a B České fotbalové ligy postoupí do 2. české fotbalové ligy.
Sestup do nižší úrovně: Nejhorší 2 až 4 týmy daného ročníku České fotbalové ligy sestoupí do svých regionálně příslušných divizí (Divize A, Divize B, Divize C). Počet sestoupivších týmů je odvislý od počtu sestupujících ze 2. ligy.
- Pokud ze 2. ligy nesestoupí žádný český klub, ale dva moravskoslezské, pak z ČFL sestupují poslední týmy obou skupin.
- Pokud ze 2. ligy sestoupí jeden český klub a jeden moravskoslezský, pak z ČFL sestupují poslední týmy obou skupin a klub s nižším počtem bodů z předposledních celků obou skupin. V případě rovnosti bodů rozhoduje o sestupujícím skóre.
- Pokud ze 2. ligy sestoupí dva české kluby, pak z ČFL sestupují dva nejhorší týmy z každé skupiny (celkem čtyři).

Postupující z nižší úrovně: vítězové daného ročníku Divize A,  Divize B a Divize C.
Sestupující z vyšší úrovně: 15. a 16. tým daného ročníku 2. české fotbalové ligy sestoupí do České fotbalové ligy, pokud územně spadají do Čech (moravské a slezské kluby sestoupí do Moravskoslezské fotbalové ligy).

### Moravskoslezská fotbalová liga
Moravskoslezská fotbalová liga je řízena Řídicí komisí pro Moravu a Slezsko. Hraje se každý rok od léta do jara se zimní přestávkou. Účastní se jí 18 týmů, každý s každým hraje jednou na domácím hřišti a jednou na hřišti soupeře. Celkem se tedy hraje 34 kol a celkem se odehraje 306 zápasů. Vítězem se stává tým s nejvyšším počtem bodů v tabulce a postupuje do 2. ligy. 
Postup do vyšší úrovně: 1. tým daného ročníku Moravskoslezské fotbalové ligy postoupí do 2. české fotbalové ligy.
Sestup do nižší úrovně: Nejhorší týmy daného ročníku Moravskoslezské fotbalové ligy sestoupí do svých regionálně příslušných divizí (Divize D, Divize E, Divize F). Počet sestoupivších týmů je odvislý od počtu sestupujících z 2. ligy.
Postupující z nižší úrovně: 1. tým daného ročníku Divize D, 1. tým daného ročníku Divize E a 1. tým daného ročníku Divize F.
Sestupující z vyšší úrovně: 15. a 16. tým daného ročníku 2. české fotbalové ligy sestoupí do Moravskoslezské fotbalové ligy, pokud územně spadají pod Moravu či Slezsko (české kluby sestoupí do České fotbalové ligy)

## 4. stupeň pyramidy

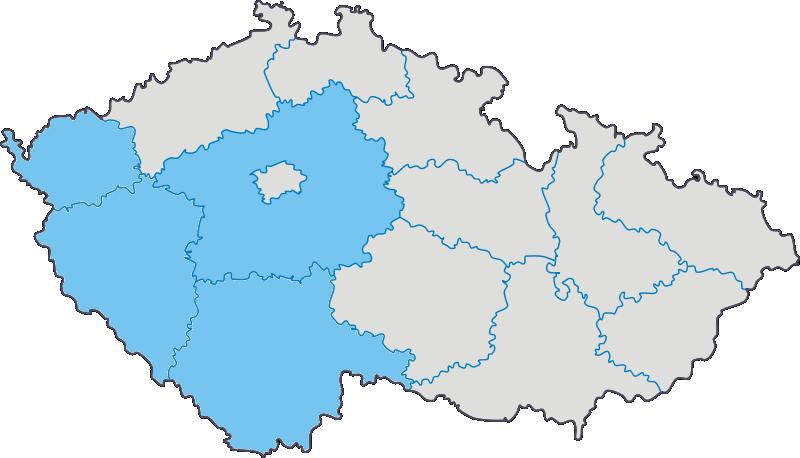
Mapa divize A

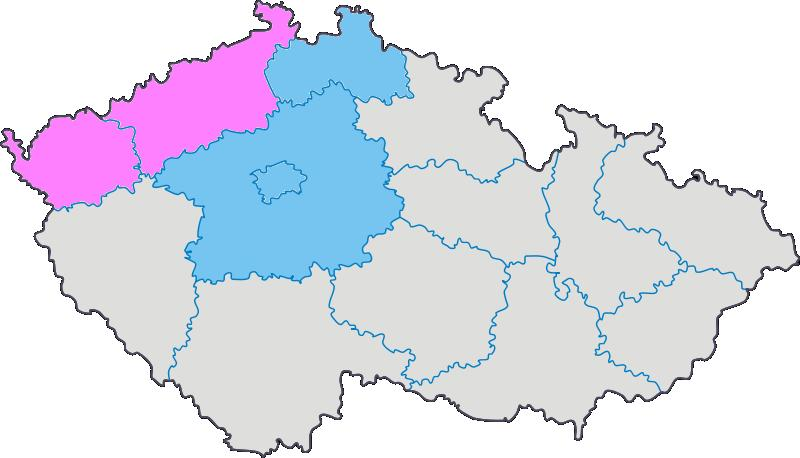
Mapa divize B

Čtvrtý stupeň hierarchie tvoří divize. Celkem se hraje 6 skupin, každá o 16 mužstvech, značených písmeny A až F, celkem tedy s 96 účastníky. Divize A, Divize B, Divize C jsou české divize, zatímco Divize D, Divize E a Divize F jsou moravskoslezské divize. V čtrnácti ročnících (1934/35–1947/48) byla divize druhou nejvyšší fotbalovou soutěží v Československu, resp. Protektorátu Čechy a Morava.

### České divize
Kluby z Čech spadají vždy do jedné z divizí: Divize A, Divize B nebo Divize C. Územní rozdělení však není pevně dané a přidělení týmů do divizí se losuje každý rok znovu na losovacím aktivu.
Postup do vyšší úrovně: 1. týmy daných ročníků Divize A, Divize B a Divize C (tj. celkem 3 týmy) postupují do České fotbalové ligy.
Sestup do nižší úrovně: Celkový počet sestupujících z české Divize A, Divize B a Divize C je celkem 9 až 11 týmů v závislosti na počtu sestupujících klubů z Čech z 2. ligy.
- Pokud z 2. ligy nesestoupí žádný český klub, ale dva moravské, pak z českých divizí sestupuje celkem 9 týmů - tři poslední mužstva (tj. na 14., 15. a 16. místě) v Divizi A, Divizi B, Divizi C.
- Pokud z 2. ligy sestoupí jeden český klub a jeden moravský klub, pak z českých divizí sestupuje celkem 10 týmů - tři poslední mužstva (tj. na 14., 15. a 16. místě) v Divizi A, Divizi B, Divizi C (tj. celkem 9) a klub s nejnižším počtem bodů, který skončil na 13. místě v některé z českých divizí.
- Pokud z 2. ligy sestoupí dva české kluby, pak z českých divizí sestupuje celkem 11 týmů - tři poslední mužstva (tj. na 14., 15. a 16. místě) v Divizi A, Divizi B, Divizi C (tj. celkem 9) a dva kluby s nejnižším počtem bodů, které skončily na 13. místě v některých z českých divizí.

Při rovnosti bodů u celků na 13. místě rozhoduje skóre a počet vstřelených branek, protože kritérium vzájemných zápasů se v tomto případě pochopitelně neuplatňuje (celky na 13. místech v jednotlivých skupinách se spolu neutkávají).
Postupující z nižší úrovně: Vítězové devíti krajských přeborů postupují do svých příslušných divizí podle zeměpisného rozdělení, z Přeboru Středočeského kraje navíc postupuje druhé mužstvo tabulky (jde o kraj s nejvyšším počtem fotbalových klubů v republice).
Sestupující z vyšší úrovně: Nejhorší 2 až 4 týmy daného ročníku České fotbalové ligy sestoupí do svých regionálně příslušných divizí (Divize A, Divize B, Divize C). Počet sestoupivších týmů je odvislý od počtu sestupujících ze 2. ligy.
- Pokud ze 2. ligy nesestoupí žádný český klub, ale dva moravské, pak z ČFL sestupují do divizí poslední dva týmy.
- Pokud ze 2. ligy sestoupí jeden český klub a jeden moravský, pak z ČFL sestupují do divizí tři poslední týmy.
- Pokud ze 2. ligy sestoupí dva české kluby, pak z ČFL sestupují do divizí čtyři poslední týmy.

#### Divize A
Divize A je řízena Řídicí komisí pro Čechy. Hraje se každý rok od léta do jara se zimní přestávkou. Účastní se jí 16 mužstev, zejména z jihozápadní třetiny Čech. Každý s každým hraje jednou na domácím hřišti a jednou na hřišti soupeře. Celkem se tedy hraje 30 kol a 240 zápasů. Vítěz postupuje do ČFL. Do Divize A obvykle postupuje vítěz Jihočeského, Plzeňského a Karlovarského přeboru a také jsou sem často zařazeny i kluby z přilehlých oblastí Středních Čech, tj. Benešovska, Příbramsko, Berounsko, Rakovnicko, Praha-západ, případně i z Prahy.

#### Divize B
Divize B je řízena Řídicí komisí pro Čechy. Hraje se každý rok od léta do jara se zimní přestávkou. Účastní se jí 16 mužstev, která jsou převážně ze severozápadní části Čech. Každý s každým hraje jednou na domácím hřišti a jednou na hřišti soupeře. Celkem se tedy hraje 30 kol a 240 zápasů. Vítěz postupuje do ČFL. Do Divize B obvykle postupuje vítěz Ústeckého přeboru a také jsou sem často zařazeny i kluby z přilehlých oblastí Středních Čech, tj. Kladenska, Mělnicka a severní části okresů Praha-východ a Praha-západ a Prahy.

#### Divize C
Divize C je řízena Řídící komisí pro Čechy. Hraje se každý rok od léta do jara se zimní přestávkou. Účastní se jí 16 mužstev, která jsou převážně z východních Čech a přilehlých oblastí Středních Čech. Každý s každým hraje jednou na domácím hřišti a jednou na hřišti soupeře. Celkem se tedy hraje 30 kol a 240 zápasů. Vítěz postupuje do ČFL. Do Divize C obvykle postupuje vítěz Královéhradeckého, Pardubického a Libereckého přeboru (kromě Českolipska) a také jsou sem často zařazeny i kluby z přilehlých oblastí Středních Čech, tj. Mladoboleslavsko, Nymbursko, Kolínsko, Kutnohorsko, Praha-východ, případně i z Prahy.

### Moravskoslezské divize
Kluby z Moravy a Slezska spadají vždy do Divize D, Divize E nebo Divize F. 
Postup do vyšší úrovně: 1. týmy daných ročníků Divize D, Divize E a Divize F (tj. celkem 3 týmy) postupují do Moravskoslezské fotbalové ligy.
Sestup do nižší úrovně: Celkový počet sestupujících z moravskoslezské Divize D, Divize E a Divize F je závislý na počtu sestupujících klubů z Čech z 2. ligy.

Postupující z nižší úrovně: Vítězové krajských přeborů postupují do svých příslušných divizí.
- Do Divize D postupují vítězové Přeboru Jihomoravského kraje a Přeboru Vysočiny a další týmy s přihlédnutím ke vzdálenostem mezi týmy a dle počtu uvolněných míst v Divizi E a Divizi F.
- Do Divize E postupují vítězové Olomouckého přeboru a vítěz Zlínského přeboru a další týmy s přihlédnutím ke vzdálenostem mezi týmy a dle počtu uvolněných míst v Divizi D a Divizi F.
- Do Divize F postupuje vítěz Moravskoslezského přeboru a další týmy s přihlédnutím ke vzdálenostem mezi týmy a dle počtu uvolněných míst v Divizi D a Divizi E.

Sestupující z vyšší úrovně: Nejhorší týmy daného ročníku Moravskoslezské fotbalové ligy sestoupí do svých regionálně příslušných divizí (Divize D, Divize E, Divize F). Počet sestoupivších týmů je odvislý od počtu sestupujících z 2. ligy.

#### Divize D
Divize D je řízena Řídící komisí pro Moravu a Slezsko. Účastní se jí kluby z jižní části Moravy. Do Divize D postupují vítězové Jihomoravského přeboru a Přeboru kraje Vysočina a také případně kluby z jižní části Olomouckého nebo Zlínského přeboru.

#### Divize E
Divize E je řízena Řídící komisí pro Moravu a Slezsko. Účastní se jí kluby ze střední části Moravy. Do Divize E postupují vítězové Olomouckého a Zlínského přeboru a také případně kluby z severní části Jihomoravského přeboru nebo jižní části Moravskoslezského přeboru.

#### Divize F
Divize F je řízena Řídící komisí pro Moravu a Slezsko. Účastní se jí kluby ze severní části Moravy a ze Slezska. Do Divize F postupuje vítěz Moravskoslezského přeboru a také případně kluby z severní části Olomouckého nebo Zlínského přeboru.

## 5. stupeň pyramidy
5. stupeň hierarchie tvoří 14 krajských přeborů.
Krajské přebory se hrají v každém ze 14 krajů podle územně správního uspořádání ČR a je řízen příslušným krajským fotbalovým svazem. Ve většině krajů mají krajské přebory 16 účastníků, výjimkou jsou čtyři menší kraje, celkem tedy hraje tuto úroveň v sezóně 2022/23 216 mužstev. Přeborník každého kraje postupuje do příslušné divize, ze Středočeského přeboru navíc postupuje druhé mužstvo tabulky (jde o kraj s nejvyšším počtem fotbalových klubů v republice). Celkový počet postupujících je 15, naopak vždy 15 klubů z divize sestoupí do krajských přeborů podle své územní příslušnosti.
Mezi krajské přebory patří: Přebor Moravskoslezského kraje, Přebor Olomouckého kraje, Přebor Zlínského kraje, Přebor Jihomoravského kraje, Přebor Kraje Vysočina, Přebor Pardubického kraje, Přebor Královéhradeckého kraje, Přebor Libereckého kraje, Přebor Ústeckého kraje, Přebor Karlovarského kraje, Přebor Plzeňského kraje, Přebor Jihočeského kraje, Přebor Středočeského kraje a Pražský přebor. Mezi bývalé Přebor Severočeského kraje.
Postup do vyšší úrovně: Vítězové krajských přeborů postupují do příslušných divizí (Divize A, Divize B, Divize C, Divize D, Divize E, Divize F), z Přeboru Středočeského kraje navíc postupuje druhé mužstvo tabulky (jde o kraj s nejvyšším počtem fotbalových klubů v republice).
Sestup do nižší úrovně: Většinou sestupují nejhorší 2 týmy v rámci krajského přeboru, počty sestupujících v každém kraji však závisí na tom, kolik klubů z daného kraje sestoupí z divize.
Postupující z nižší úrovně: Vítězové jednotlivých hracích skupin krajské I. A třídy (případě i druhý umístěný tým, pokud je jen jedna hrací skupina v rámci krajské I. A třídy).
Sestupující z vyšší úrovně: V rámci českých divizí (Divize A, Divize B, Divize C) je to 9 až 11 týmů, v rámci moravskoslezských divizí (Divize D, Divize E, Divize F je to 4 až 6 týmů.

## 6. stupeň pyramidy
6. stupeň tvoří I. A třída. 
I. A třída je v pořadí druhá soutěž řízena daným krajskými fotbalovými svazy. V jednotlivých krajích se podle velikosti hraje v 1 nebo 2 skupinách. Celkem je ve všech krajích v sezóně 2020/21 vytvořeno 22 skupin obvykle o 14-16 účastnících v každé skupině, celkem s 324 mužstvy. Pravidla určuje každý kraj sám, obvykle do krajského přeboru postupuje 1 až 2 nejlepší týmy, naopak několik nejhorších podle počtu skupin a počtu sestupujících z vyšších soutěží padá do I. B třídy.
Postup do vyšší úrovně: Vítězové jednotlivých hracích skupin krajské I. A třídy.
Sestup do nižší úrovně: Počty sestupujících v každém kraji závisí na tom, kolik klubů z daného kraje sestoupí z divize.
Postupující z nižší úrovně: Vítězové jednotlivých hracích skupin krajské I. B třídy.
Sestupující z vyšší úrovně: Počty sestupujících v každém kraji však závisí na tom, kolik klubů z daného kraje sestoupí z divize.
Poznámky:
- Do roku 1949: třetí nejvyšší soutěž
- 1954–1964/65: čtvrtá nejvyšší soutěž
- 1965/66–1968/69: pátá nejvyšší soutěž
- 1969/70–1976/77: šestá nejvyšší soutěž
- 1977/78–1980/81: pátá nejvyšší soutěž
- 1981/82–1982/83: šestá nejvyšší soutěž
- 1986/87–dosud: šestá nejvyšší soutěž

## 7. stupeň pyramidy
7. stupeň tvoří I. B třída.
I. B třída je nejnižší soutěž řízena daným Krajským fotbalovým svazem. V jednotlivých krajích se podle velikosti hraje v jedné (Karlovarský kraj) až v pěti (Střední Čechy) skupinách. Celkem je ve všech krajích v sezóně 2022/23 vytvořeno 40 skupin s 568 mužstvy, od ročníku 2023/24 dojde k redukci o 1 skupinu ve Středočeském kraji. Pravidla opět určuje každý kraj sám, nejlepší 1 až 2 mužstva postupují do I. A třídy, naopak několik nejhorších sestupuje do svých domovských okresních přeborů.
Postup do vyšší úrovně: Vítězové jednotlivých hracích skupin krajské I. B třídy.
Sestup do nižší úrovně: Počty sestupujících z krajské I. B třídy závisí na tom, kolik klubů z daného kraje sestoupí z divize.
Postupující z nižší úrovně: Vítězové jednotlivých okresních přeborů.
Sestupující z vyšší úrovně: Počty týmů sestupujících z krajské I. A třídy závisí na tom, kolik klubů z daného kraje sestoupí z divize.

## 8. stupeň pyramidy
8. stupeň tvoří okresní přebory (II. třída). Pouze v Praze, která se nedělí na okresy, se tato soutěž hraje pod názvem II. třída, v dalších městech, která tvoří samostatný okres (Brno, Ostrava, Plzeň) pod názvem Městský přebor. 
Okresní přebor je soutěž řízena daným Okresním fotbalovým svazem, kterých je v ČR celkem 76 plus Praha, kde všechny soutěže od krajského přeboru dolů řídí Pražský fotbalový svaz a II. třída zde má 3 skupiny. Okresní přebor je v každém okrese zpravidla jeden, výjimečně se v rámci jednoho okresu hrají ve dvou skupinách. V sezóně 2022/23 se žádné okresní soutěže dospělých nekonají pouze v okrese Most. Celkem se v ČR koná v sezóně 2022/23 79 skupin osmé nejvyšší úrovně s 1049 mužstvy. Každý okresní přeborník postupuje do I. B třídy, naopak vždy několik nejhorších (opět v závislosti na tom, kolik klubů z daného okresu spadne z krajských soutěží) sestupuje do III. třídy, pokud v daném okrese existuje. V některých okresech je již nejnižším stupněm fotbalových soutěží, ze které se nikam nesestupuje.

## 9. stupeň pyramidy
9. stupeň tvoří III. třída (v některých okresech je nazývána Okresní soutěž, Městská soutěž apod.).
III. třída (Okresní soutěž) je soutěž řízena daným Okresním fotbalovým svazem s výše popsanou výjimkou Prahy. Rozdělení klubů a pravidla postupů si určuje každý okres sám. Nejlepší vždy postupují do okresních přeborů, nejhorší padají do 4. třídy, pokud se v daném okrese hraje. Struktura okresních soutěží se mezi jednotlivými okresy značně různí, v některých se III. třída vůbec nekoná, jinde se hraje v 1-3 zeměpisně rozdělených skupinách. Celkem v ČR pořádají jednotlivé okresní fotbalové svazy a Pražský fotbalový svaz 101 skupin deváté nejvyšší úrovně s 1157 mužstvy a jedná se tak vůbec o nejpočetněji zastoupenou úroveň fotbalových soutěží. V Praze a většině okresů se jedná o nejnižší soutěž.

## 10. stupeň pyramidy
10. stupeň tvoří IV. třída (Základní třída).
IV. třída (Základní třída) je soutěž řízena daným Okresním fotbalovým svazem, pokud je dostatek klubů k jejímu zřízení. V sezóně 2022/23 se hraje v necelé polovině okresů. Rozdělení klubů do skupin si určuje každý okres sám. Vítězové postupují do III. třídy, z této soutěže se již nikam nesestupuje. Soutěž je mezi fotbalovou veřejností známa pod úsměvným názvem Pralesní liga. Celkem se v ČR koná 53 skupin IV. třídy s 579 mužstvy, nejvíce ve Středočeském kraji.
Do této soutěže je automaticky zařazen každý nově vzniklý klub, pokud se IV. třída v jeho domovském okrese koná, v opačném případě je zařazen do nejnižší pořádané soutěže.